# Fallout 3
Fallout 3 è un videogioco action RPG sviluppato da Bethesda Game Studios e pubblicato da Bethesda Softworks per Microsoft Windows, PlayStation 3 e Xbox 360 nel 2008. Terzo capitolo della serie videoludica Fallout, è il primo gioco Fallout creato da Bethesda da quando ha acquistato il franchise da Interplay Entertainment. Il gioco segna un importante cambiamento nella serie passando alla grafica 3D e al combattimento in tempo reale, che sostituiscono la visuale isometrica con combattimento a turni dei capitoli precedenti.
Il gioco è ambientato in un mondo open world postapocalittico che comprende la regione degli Stati Uniti d'America nord-orientali e di Washington, denominata "Zona Contaminata della Capitale". La trama di Fallout 3 resta coerente all'interno del mondo di Fallout: una ucronia incentrata su una futura era atomica in stile anni '50 e su una crisi di risorse naturali, che alla fine ha portato a una devastante apocalisse nucleare nell'anno 2077 (denominata "Grande Guerra"), causata principalmente da un conflitto tra Stati Uniti e Cina allo scopo di accaparrarsi le ultime forniture rimaste di uranio e petrolio. La storia principale si svolge nell'anno 2277, circa 36 anni dopo gli eventi di Fallout 2, di cui Fallout 3 non è un sequel diretto. Il giocatore prende il controllo di un abitante del "Vault 101", uno dei numerosi rifugi antiatomici creati prima della Grande Guerra per proteggere circa un migliaio di umani ciascuno dalla ricaduta radioattiva, che è costretto ad avventurarsi nella Zona Contaminata della Capitale in cerca del proprio padre che è scomparso dal Vault in circostanze misteriose. La sua ricerca lo porterà in collisione con l'organizzazione "Enclave", che raccoglie i resti del governo federale degli Stati Uniti d'America. In Fallout 3 il giocatore è chiamato a seguire varie missioni sia seguendo la trama principale del gioco, sia svolgendo missioni opzionali slegate da essa e riguardanti vicende secondarie.
Fallout 3 si è rivelato un grande successo sia di pubblico sia di critica e ha ricevuto numerosi premi "Gioco dell'anno". È riuscito ad affermarsi come uno dei migliori videogiochi del suo genere, della sua generazione e più in generale come uno dei migliori videogiochi mai realizzati. Fallout 3 ha venduto più del precedente videogioco di Bethesda, The Elder Scrolls IV: Oblivion, arrivando a quasi 5 milioni di copie vendute nella sua prima settimana. Il gioco ha ricevuto supporto dopo il lancio, con Bethesda che ha reso disponibili cinque espansioni scaricabili.

## Trama
Il gioco si svolge nel 2277 negli Stati Uniti d'America a Washington, circa duecento anni dopo una guerra nucleare che ha trasformato quasi tutta la Terra in una distesa arida e irradiata. Alcuni cittadini trovarono la salvezza in bunker sotterranei chiamati Vault: il personaggio giocante vive nel Vault 101. Inizialmente la trama prende parte nei primi diciannove anni di vita del protagonista con quattro brevi prologhi nel momento della nascita e all'età di uno, dieci e sedici anni; poi il protagonista lascia il Vault 101 alla ricerca del padre, James, uno degli scienziati più rispettati della comunità che è scappato verso il mondo esterno e uscito dal bunker scopre che i livelli di radiazioni ionizzanti sono drasticamente diminuiti, permettendo così la vita ad alcune comunità di esseri umani.
Una di queste comunità di esseri umani è Megaton, insediamento umano costruito nel cratere lasciato da un bombardiere precipitato. La bomba atomica che trasportava è rimasta inesplosa al centro del cratere, diventata col tempo parte della città e da alcuni anche oggetto di culto religioso. In questa città il protagonista scopre che il padre si è diretto alla sede di Galaxy News Radio, una delle uniche due emittenti radiofoniche ancora esistenti. Il suo capo è un disc jockey chiamato Tre Cani, che si pone come voce degli oppressi della Zona Contaminata della Capitale. A Megaton il protagonista apprende un retroscena sulle proprie origini: lui e suo padre non sono mai nati nel Vault, ma vi sono stati ammessi poco dopo la sua nascita.
Nei pressi della destinazione il protagonista trova dei supermutanti, enormi creature umanoidi mutate e rese incredibilmente forti a causa di esperimenti genetici. Nei pressi di Galaxy News Radio il protagonista ha il suo primo incontro con la Confraternita d'Acciaio, una comunità di soldati che detengono tecnologia molto avanzata, in netto contrasto con il basso livello tecnologico del resto dell'ambientazione. La Confraternita d'Acciaio è in lotta con l'Enclave; un'organizzazione militare tecnologicamente avanzatissima, guidata da uomini che si considerano i discendenti del governo federale degli Stati Uniti d'America, in particolare da Eden, autoproclamatosi presidente degli Stati Uniti d'America.
Tre Cani informa il protagonista che James si è diretto a Rivet City, una città costruita all'interno di una portaerei arenata sul fiume Potomac. La direttrice dell'istituto di ricerca di Riven City, la dottoressa Madison Li, era una collega di James quando prima di entrare nel Vault quest'ultimo lavorava al Progetto Purezza, una ricerca per trovare un modo di purificare le acque radioattive di Washington. La dottoressa Li informa il protagonista che James si è diretto al Jefferson Memorial, il vecchio laboratorio. Una volta lì il protagonista apprende da alcuni appunti del padre che l'elemento chiave per la purificazione delle acque è nelle mani del Dr. Stanislaus Braun, il ricercatore capo del Vault 112 e uno degli sviluppatori del K.R.E.G., ovvero il Kit Realizzazione Giardino dell'Eden.
Nel Vault 112 il personaggio giocante viene proiettato in un sistema di realtà virtuale che ricostruisce un quartiere tipico del mondo prima della guerra, Tranquility Lane. Braun gestisce la simulazione e controlla gli abitanti del Vault all'interno, compreso James; il protagonista riesce nel liberare suo padre e tornati al Jefferson Memorial tentano di rimettere in sesto l'impianto, insieme alla dottoressa Li. Tuttavia alcuni soldati dell'Enclave, comandati dal colonnello Autumn, fanno irruzione nell'edificio e uccidono James, il quale fa però saltare in aria uno dei purificatori uccidendo così Autumn, ma sacrificando la propria vita. Inseguiti dall'Enclave la dottoressa Li, il protagonista e i superstiti dello staff scappano verso la roccaforte della Confraternita dell'Acciaio. La Confraternita d'Acciaio informa il personaggio giocante che il K.R.E.G. necessario per far funzionare il Progetto Purezza si trova nel Vault 87. Una volta entrato nel Vault il protagonista scopre che è questo il luogo d'origine dei supermutanti e recupera il K.R.E.G.
L'Enclave tiene un agguato al protagonista – con il colonnello Autumn che si rivela sopravvissuto – che viene catturato per poi risvegliarsi a Raven Rock, base dell'Enclave. Il K.R.E.G. è caduto nelle loro mani e lo stanno installando nel Progetto Purezza, ma per i propri scopi; tuttavia manca il codice per avviarlo e per questo tengono in ostaggio il protagonista. Una volta evaso dalla sua cella il personaggio giocante incontra il presidente Eden, che si rivela essere una intelligenza artificiale; Eden fa uscire dalla base il protagonista, ma ad una condizione: prendere una fiala di virus VEF modificato per inserirlo nel Progetto Purezza, così da uccidere tutti gli esseri mutati, dai supermutanti ai ghoul, fino ai comuni abitanti di Washington.
Una volta fuggito da Raven Rock il personaggio giocante si appresta a sferrare un assalto all'Enclave insieme alla Confraternita d'Acciaio per riprendere il controllo del Jefferson Memorial e attivare il Progetto Purezza. Supportata da Liberty Prime, un robot militare utilizzato in Alaska nel 2077, la Confraternita riesce nel riprendere l'edificio. Tuttavia si presenta un ultimo problema: il purificatore, danneggiato dai combattimenti, rischia di esplodere e va attivato immediatamente; sfortunatamente per farlo bisogna accedere alla console circondata da una quantità mortale di radiazioni ionizzanti. A discrezione del giocatore la scelta sul sacrificare sé stesso, mandare la sentinella Lyons della Confraternita d'Acciaio oppure Fawkes e soprattutto se inserire o meno nel purificatore il virus VEF fornitogli dal presidente Eden. Queste ultime scelte, unite al livello di karma posseduto, determinano il contenuto del video finale.

## Ambientazione

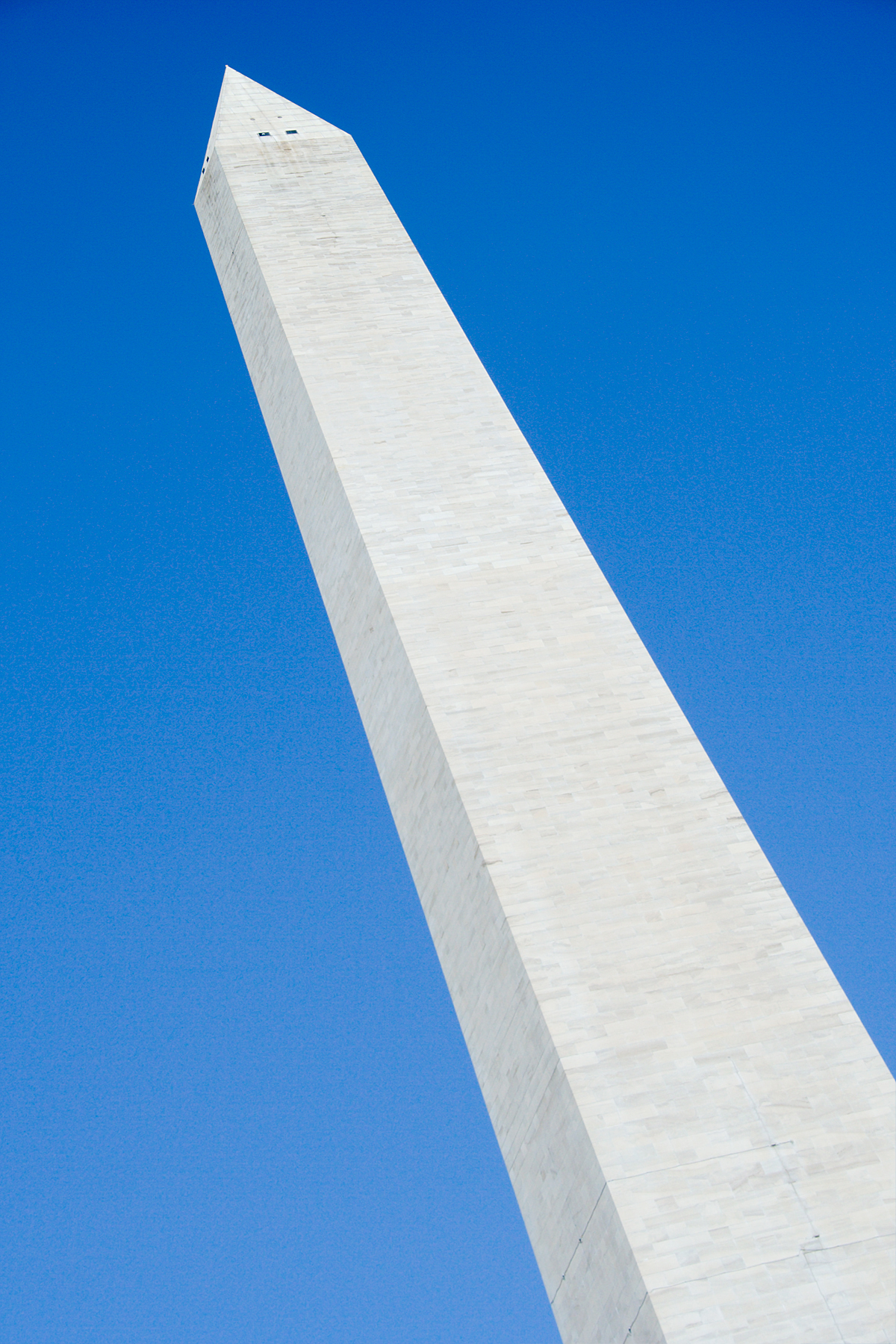
Il monumento a Washington realizzato da Robert Mills, presente a Washington, è stato trasposto in Fallout 3 dove, benché non abbia una importanza cruciale, è comunque uno degli elementi caratteristici del gioco ed è sempre visibile da ogni parte della mappa come punto d'orientamento

A differenza dei suoi predecessori che sono ambientati negli Stati Uniti d'America occidentali, Fallout 3 si svolge sulla costa nord-orientale all'interno della vasta area di Washington dopo una guerra nucleare scoppiata nel 2077. Le ambientazioni si distinguono in luoghi all'aperto, che variano da pianure consumate dalla devastazione atomica fino alle rovine cittadine e in luoghi chiusi come i Vault o gli interni di edifici diroccati. Sono stati trasposti molti elementi caratteristici di Washington, come il Jefferson Memorial, il Lincoln Memorial, il Monumento a Washington, il Campidoglio e la Casa Bianca, il Palazzo degli Archivi Nazionali degli Stati Uniti d'America e la Metro Center.

### Luoghi principali
- Vault 101: è un rifugio antiatomico della Vault-Tec situato nei pressi delle rovine di Springvale, appena fuori Washington. È qui che il protagonista è cresciuto, pur essendo nato all'esterno. La struttura ospita numerosi individui che da duecento anni nel susseguirsi delle generazioni non sono mai usciti dal Vault.
- Megaton: è uno dei due insediamenti umani più grandi della zona di Washington, costruito nel cratere lasciato da un bombardiere precipitato. La cittadina fu fondata da un folto gruppo di sopravvissuti alla guerra nucleare che speravano di trovare rifugio nel Vault 101, ma a cui fu negato l'accesso. Con il passare degli anni l'insediamento divenne un'importante stazione commerciale per le carovane e gli abitanti, che per evitare di essere massacrati dai predoni si circondarono di una cinta muraria costruita con i rottami del bombardiere. La peculiarità di Megaton è la presenza al centro della città di una gigantesca bomba atomica inesplosa, che alcuni coloni venerano come una reliquia divina.

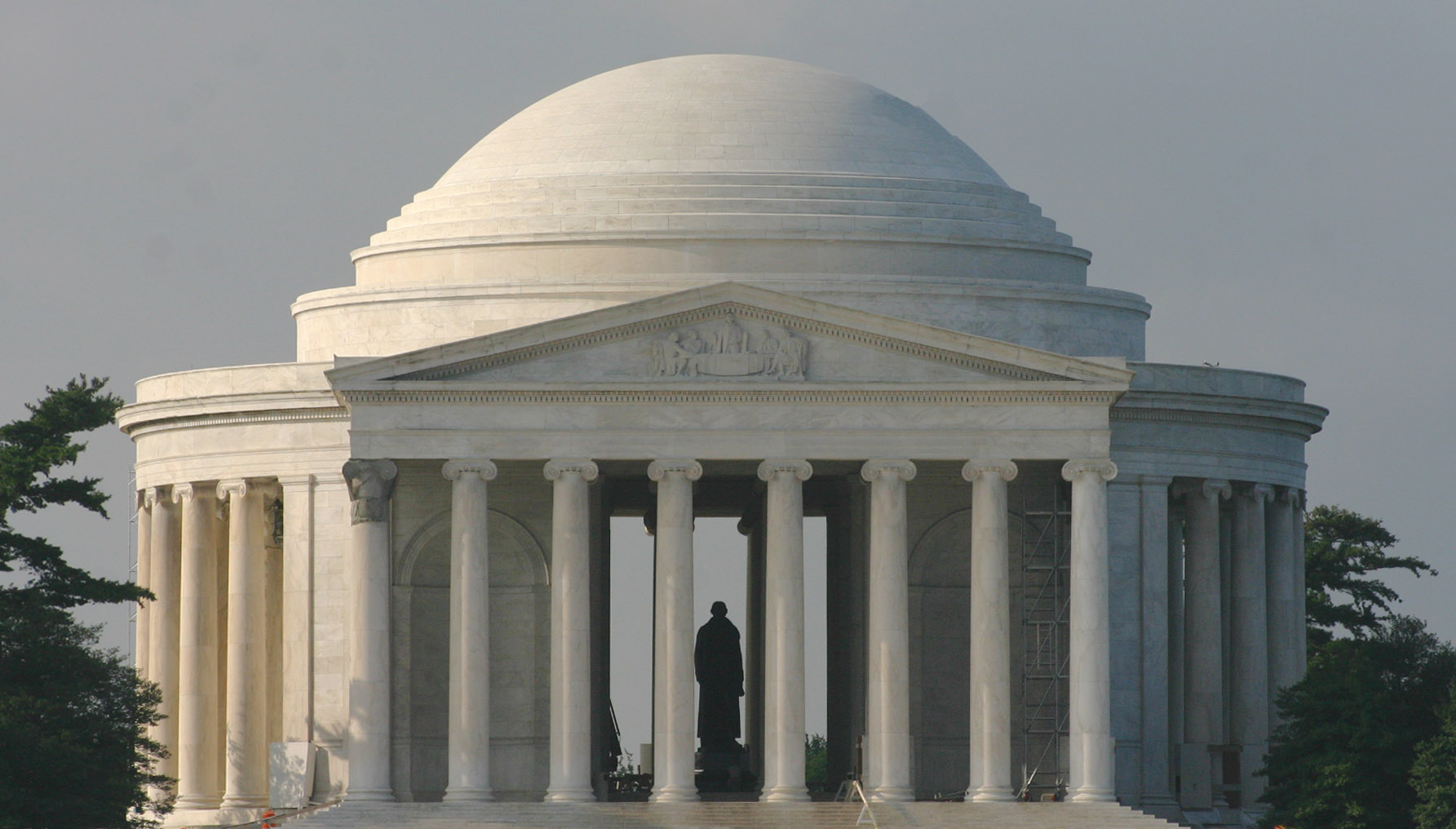
Anche il Jefferson Memorial è stato trasposto nella Washington di Fallout 3 e rappresenta uno dei luoghi principali e più importanti del gioco

- Galaxy News Radio: la stazione radio base di Washington, dalla quale il disc jockey Tre Cani trasmette musica e notizie.
- Rivet City: è il più grande insediamento umano della zona di Washington. È situata all'interno di una portaerei ancorata sul fiume Potomac ed è collegata alla terraferma tramite un ponte estendibile che scoraggia gli attacchi. Fu fondata nel 2239 da alcuni sopravvissuti che scelsero la nave principalmente per il suo laboratorio di ricerca attrezzato e ancora potenzialmente funzionale.
- Jefferson Memorial: è il monumento costruito e dedicato a Thomas Jefferson; svolge un ruolo essenziale nella trama, essendo il luogo dove si conclude l'ultima missione del gioco.
- Vault 112: fu uno degli ultimi Vault a essere costruito dalla Vault-Tec; la sua costruzione fu effettuata per soddisfare le esigenze del Dr. Stanislaus Braun, fenomenale scienziato pazzo dell'azienda e inventore del K.R.E.G.; egli installò nel bunker un simulatore di realtà virtuale per proiettare i suoi occupanti nella vita perfetta di Tranquillity Lane.
- Cittadella: la base della Confraternita d'Acciaio nel distretto di Washington, costruita direttamente sulle rovine del Il Pentagono. Nella Cittadella, accessibile solo ai membri della Confraternita d'Acciaio, trovano rifugio tutti i membri dell'ordine.
- Vault 87: il Vault dove dopo la guerra sono stati fatti esperimenti con il VEF, diventando così il luogo di nascita e riproduzione dei supermutanti della costa orientale. Vi si può accedere solo passando per le caverne di Little Lamplight, in quanto le dosi di radiazioni presenti dove si trova l'entrata principale sono letali.
- Raven Rock: la base dell'Enclave nella zona di Washington. Qui si nasconde il presidente Eden, da dove trasmette i suoi messaggi di propaganda tramite la radio dell'Enclave.

## Modalità di gioco

### Creazione del personaggio e Pip-Boy
Fallout 3 inizia e si sviluppa lungo un prologo dove gameplay e trama si uniscono: la nascita del protagonista, e quindi del giocatore, corrisponde al momento in cui quest'ultimo può già effettuare una scelta. All'inizio è infatti possibile determinare il sesso ed il nome del personaggio, procedendo con la costruzione del volto che il protagonista dovrà avere da adulto, alterando tutti i tratti peculiari come il colore degli occhi, colore dei capelli, colore della pelle, fino a modificare ogni singolo tratto legato alla modellazione facciale di naso, guance, bocca, zigomi e fronte. Progredendo con la trama a un anno di età è possibile stabilire le caratteristiche base e di ruolo che andranno a costruite i pilastri del personaggio tramite il cosiddetto sistema S.P.E.C.I.A.L.; esso permette di assegnare punti alle caratteristiche del protagonista: forza (strenght), percezione (perception), resistenza (endurance), carisma (charisma), intelligenza (intelligence), agilità (agility) e fortuna (luck).
In occasione del decimo compleanno il protagonista riceve un computer da polso, noto come Pip-Boy 3000, che occorre al giocatore come una vera interfaccia uomo-macchina, che permette di visionare i punti ferita del personaggio giocante, il suo inventario, le missioni in sospeso e più approfonditamente permette di assegnare i punti abilità a ogni superamento di livello, consultare la propria reputazione, le condizioni dell'armamento e delle corazze, ascoltare nastri, leggere appunti e visionare la mappa di gioco. Altra caratteristica del Pip-Boy è la capacità di determinare la quantità di radiazioni ionizzanti assorbite tramite un contatore Geiger e i loro effetti negativi sulle abilità del personaggio.

### Movimento, gestione del personaggio, combattimento e S.P.A.V.

Schermata di gioco in prima persona che rende visibile la complessità di Fallout 3: nell'HUD in basso a sinistra sono visualizzati i punti ferita (HP), e una bussola, sulla destra invece i punti azione (AP), il contatore di cartucce e le condizioni dell'arma utilizzata (CND); in questo caso una pistola 10 mm Auto

In Fallout 3 il giocatore può utilizzare il personaggio sia in prima persona sia in terza persona. In entrambi i casi l'HUD di gioco rimane il medesimo, cambiando però nel caso della terza persona la prospettiva che pone il personaggio leggermente a sinistra dello schermo. Le armi a disposizione spaziano da pistole, fucili e mitragliette, fino ai fucili e pistole laser o al plasma; la loro efficacia varia in base alle condizioni dell'arma e dall'abilità del personaggio. Se un'arma si deteriora con l'uso, il giocatore deve ripararla con un'altra arma uguale, riparazione efficace in base all'abilità del personaggio dedicata, oppure sottoporla a riparazione da parte dei personaggi non giocanti (PNG) specializzati nel gioco. Allo stesso modo vengono trattate le armi pesanti, come i lanciarazzi, o le armi da mischia, come i tirapugni; eccezione fatta per il combattimento corpo a corpo, anche questo efficace in base alle abilità del personaggio, ma non soggetto al deterioramento.
Nell'HUD in basso a sinistra sono visualizzati i punti ferita (HP), e una bussola, sulla destra invece i punti azione (AP), il contatore di cartucce e le condizioni dell'arma utilizzata (CND).
Allo scopo di aumentare la propria protezione contro i danni dei nemici il personaggio giocante può indossare svariati indumenti e corazze sia per tutto il corpo sia per la testa; anche queste protezioni sono soggette a deterioramento e vanno riparate in maniera analoga alle armi. Oltre alla normale modalità di mira in prima o terza persona vi è un sistema di combattimento alternativo chiamato Sistema di Puntamento Assistito della Vault-Tec, o S.P.A.V.; questo metodo consente di bloccare virtualmente il tempo nel gioco, concedendo al giocatore di selezionare con accuratezza quale bersaglio visibile colpire e in quale punto, se alla testa, al corpo, all'arto superiore destro o sinistro, oppure all'arto inferiore destro o sinistro; le probabilità di colpire sono calcolate in percentuale e variano insieme al danno a seconda del tipo di arma utilizzata, dalla distanza del bersaglio e dalle abilità del personaggio. Non è sempre possibile utilizzare lo S.P.A.V. perché è attivabile solo quando la quantità di punti azione necessari è sufficiente; questa quantità si ricarica con il tempo e varia in base alle caratteristiche del personaggio. Il giocatore può anche adattare il proprio stile di combattimento, per esempio utilizzando la furtività a proprio vantaggio per infliggere una maggiore quantità di danni con un attacco a sorpresa; tuttavia l'efficienza della furtività del personaggio varia in base alle abilità, alla velocità di movimento e al peso trasportato. Ogni qual volta che il personaggio giocante acquisisce abbastanza punti esperienza può effettuare un aumento di livello e crescere con le proprie abilità; inoltre questo può rivelarsi essenziale nel risolvere situazioni che in precedenza erano ingestibili, in quanto i nemici possiedono un livello preimpostato che non cresce come quello giocatore, potendo quindi essere battuti con più facilità quando quest'ultimo si sviluppa abbastanza.
Se il personaggio subisce troppi danni il gioco si conclude con il game over, ma per prevenire questo il giocatore può utilizzare dei kit di pronto soccorso per ripristinare i punti ferita o guarire individualmente gli arti menomati, che possono ridurre le capacità del personaggio di eseguire determinate azioni (una ferita grave alla testa può per esempio ridurre la mira e causare appannamento della vista); oltre all'automedicazione il giocatore può ripristinare salute visitando un dottore e pagando le cure, mangiando cibo o bevendo acqua, oppure dormendo in un letto. Oltre alle ferite da trauma balistico o percosse il personaggio può incorrere in malattia acuta da radiazione, in grado di ridurre le capacità del personaggio e che se raggiunge il valore di mille rad porta al game over; anche in questo caso il giocatore può far assumere sostanze al personaggio che curano dalle radiazioni ionizzanti o che ne aumentano la resistenza a queste ultime. Se nel gioco una particolare azione richiede un livello di abilità più o troppo elevato, il giocatore può far assumere al personaggio della droga per aumentarne temporalmente le capacità intellettive o di resistenza ai danni; un uso troppo smodato di droghe ha però l'effetto collaterale di generare nel personaggio una dipendenza, che può essere curata o con l'astinenza dalle sostanze o solo da un dottore.

### Esplorazione, azioni contestuali, compagni di viaggio e karma
Il giocatore può esplorare liberamente la mappa di Washington con tutte le situazioni del caso, come il trovare PNG ostili o meno, incorrere in missioni secondarie, trovare contenitori di oggetti o edifici setacciabili. In questo caso si aprono una serie di opzioni: il personaggio può parlare con quasi tutti i PNG del mondo di gioco; ogni qual volta che questo accade il mondo circostante si blocca e si apre una finestra di dialogo che inquadra il volto dell'interlocutore e che comprende diverse opzioni di risposta in base all'argomento trattato con il PNG; date le abilità del personaggio è spesso possibile accedere a conversazioni o risposte di dialogo uniche e che possono andare a vantaggio o svantaggio del giocatore. Inoltre lungo tutta l'avventura il giocatore può oltrepassare alcuni ostacoli di gioco, come porte chiuse, grazie allo scasso con grimaldello oppure hackerando un terminale, azioni queste rese possibili in base al grado di abilità del personaggio e che a seconda del contesto possono anche avere risvolti criminali come l'essere accusati di furto o violazione della privacy. Oltre a questo il personaggio può anche borseggiare le tasche dei PNG, ma la riuscita di questa azione dipende, sempre dalle abilità possedute. Nel contesto legale invece il giocatore può effettuare commercio di beni con i molti mercanti del mondo di gioco, utilizzando la valuta monetaria in vigore, ovvero il tappo a corona; anche in questo caso in base alle abilità del personaggio il commercio può rivelarsi più o meno vantaggioso per il giocatore. Il protagonista può portare con sé alcuni compagni di viaggio, occasionalmente incontrati durante il gioco, che si uniranno a lui per i più svariati motivi e ognuno con abilità e armi specifiche; il giocatore può portare un solo compagno per volta e deve averne cura, poiché quest'ultimo può subire ferite e morire permanentemente.
In base a tutte le decisioni prese dal giocatore, che spaziano dal compiere semplici azioni al rispondere in un determinato modo nei dialoghi, il personaggio giocante può guadagnare o perdere karma, identificandosi e rispecchiandosi con le proprie scelte nel mondo di gioco come un buono, con un karma positivo più o meno elevato, oppure cattivo, con un karma negativo analogo; andando incontro a tutte le conseguenze del caso.

## Sviluppo
(Todd Howard, direttore di Fallout 3)

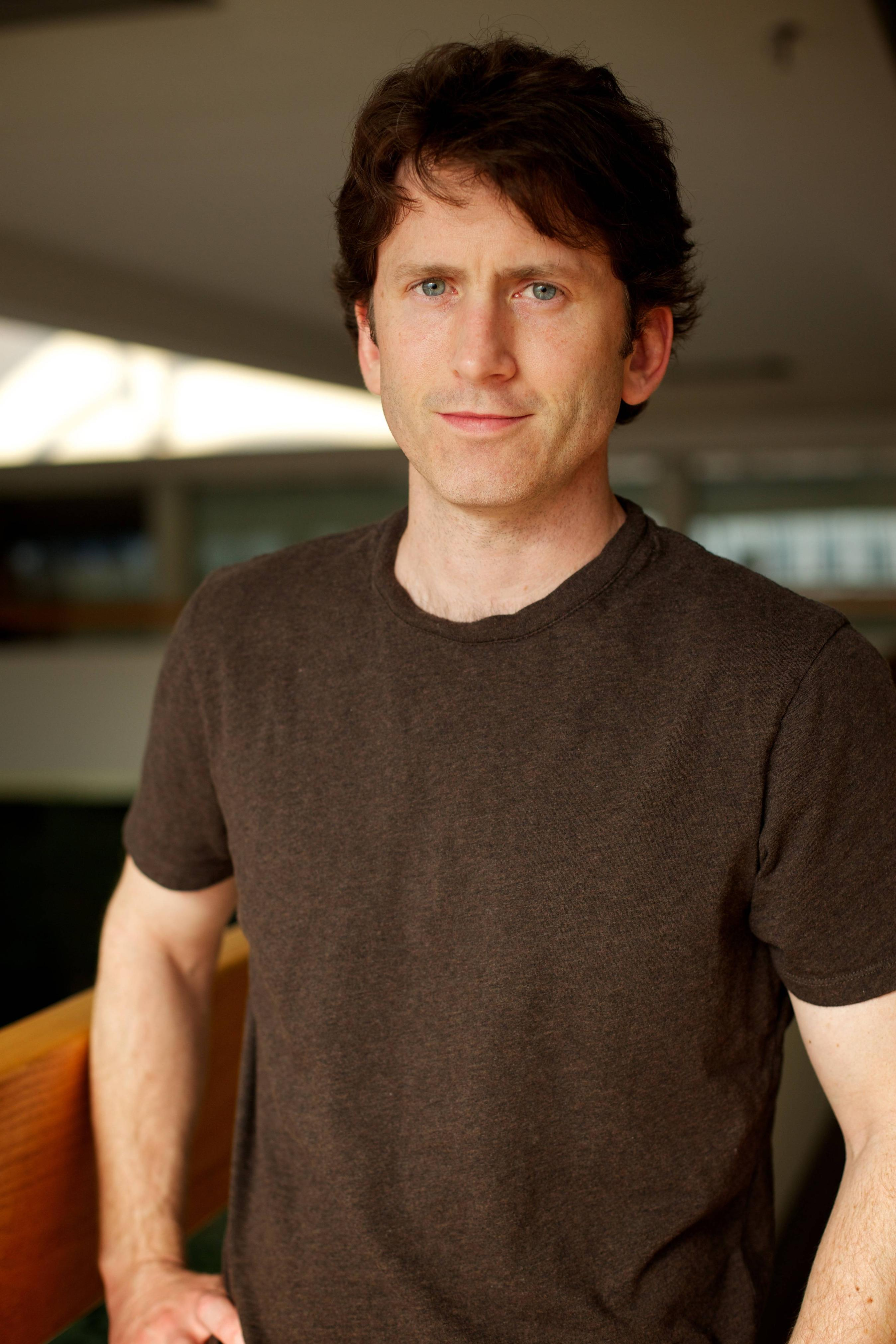
Todd Howard, direttore del gioco, è stato il principale responsabile della creazione delle meccaniche di gioco in Fallout 3

Fallout 3 era inizialmente in fase di sviluppo da Black Isle Studios, uno studio di proprietà di Interplay Entertainment, che si era già occupato della creazione di Fallout e Fallout 2. Era in lavorazione con il nome in codice di Van Buren. Interplay Entertainment, i cui problemi finanziari iniziarono già nel 1998, dichiarò la bancarotta nel 2004, prima che Black Isle Studios potesse completare il progetto, pertanto la licenza per sviluppare Fallout 3 fu venduta per un anticipo di 1 175 000 dollari il 13 ottobre dello stesso anno a Bethesda Softworks, lo studio principalmente conosciuto come lo sviluppatore della serie The Elder Scrolls. Vlatko Andonov, presidente di Bethesda Softworks, affermò con entusiasmo «Siamo estremamente emozionati di avere quest'opportunità, per tutto ciò che rappresenta per noi e per i fan di Fallout in tutto il mondo».
Bethesda decise però di sviluppare Fallout 3 ripartendo da zero, senza usare i progetti di Van Buren e altro materiale creato da Black Isle Studios. Di Van Buren rimane solo una demo scaricabile e giocabile gratuitamente. La direzione dello sviluppo di Fallout 3 sarebbe stata in mano a Todd Howard, già influente personalità di Bethesda e game director di The Elder Scrolls III: Morrowind e di The Elder Scrolls IV: Oblivion; il ruolo di concept artist principale sarebbe andato a Adam Adamowicz, unitosi a Bethesda nel 2005, mentre la colonna sonora sarebbe stata composta da Inon Zur.
Gli sviluppatori avevano in programma di iniziare lo sviluppo di Fallout 3 nel luglio 2004, ma lo sviluppo effettivo iniziò solamente dopo l'uscita di Oblivion, come affermò lo stesso Todd Howard nel 2007: «Abbiamo iniziato a lavorare [su Fallout 3] alla fine del 2004 con alcune persone. Avevamo solamente circa dieci membri della squadra di sviluppo a lavorarci fino a quando Oblivion era in sviluppo, ma ora la maggior parte del nostro personale è concentrato su Fallout 3». Secondo Howard i piani iniziali della squadra di sviluppo erano di riprodurre interamente Washington nel gioco, ma di fatto ne venne ricostruita solo la metà; questo perché una realizzazione integrale avrebbe richiesto un lavoro troppo complicato e con eccessiva lunga scadenza.
L'intento era di sviluppare il gioco nello stesso universo immaginario stabilito dal primo Fallout e da Fallout 2, ma cercando di rendere questo terzo capitolo meno lineare, con una trama molto coinvolgente, un'esperienza di gioco che permettesse sia di dare libero sfogo alla libertà del giocatore, sia che lasciasse al tempo stesso la capacità di riprendere in qualsiasi momento il proseguimento della missione principale: «Il giocatore può fare tutto ciò che vuole all'interno del mondo di gioco, che è liberamente esplorabile, ma in ogni istante è possibile rientrare sui binari della missione principale», disse Pete Hines. Ancora una volta Hines affermò che lo sviluppo di Fallout 3 era principalmente basato sul modello e piattaforma di Xbox 360, con lo sviluppo per PC e PlayStation 3 eseguiti in parallelo; disse inoltre che il gioco avrebbe avuto dai nove a dodici diversi finali, a seconda di come il videogiocatore avrebbe giocato.
Allo scopo di aumentare temporaneamente le statistiche del giocatore come nei precedenti capitoli sarebbe stato possibile l'utilizzo di svariate droghe; Bethesda avrebbe voluto utilizzare nomi "reali" per quest'ultime, ma data la pressione dell'opinione pubblica ha preferito optare per lasciarne i nomi immaginari originali stabiliti nella saga. In un'intervista Todd Howard confermò che oltre a tematiche riguardanti schiavitù e cannibalismo vi sarebbe stata la presenza di scene sanguinolente (splatter) e inquadrature delle evidenti mutilazioni dei nemici con fuoriuscita di pezzi di carne, organi interni, sangue e ossa (gibs). L'ispirazione per includere scene con violenza tanto esplicita provenne dalla Crush Mode ("modalità schianto") della serie di simulatore di guida Burnout, al cui posto delle auto che si disintegravano a causa dei danni, in maniera spettacolarizzata, venne sviluppata l'idea di applicare tale cinematica sui corpi che subivano ferite e mutilazioni da trauma balistico o percosse.
Per motivi analoghi a questi ultimi Bethesda affermò anche che il gioco sarebbe stato mirato per un pubblico prettamente adulto, così da non rinunciare anche alle tematiche violente che avevano sempre caratterizzato la serie Fallout; tuttavia data la presenza di bambini nel gioco si sarebbe optato per la decisione di non permetterne l'uccisione e nemmeno la semplice inflizione di danno: «Abbiamo iniziato a pensare: che vantaggio ci sarebbe nell'uccidere dei bambini? Mi sembra solo violenza gratuita, inutile e crudele», così Emil Pagliarulo ha commentato la scelta finale di Bethesda per Fallout 3. Pagliarulo, ex scrittore a Looking Glass Studios, venne incaricato da Bethesda per scrivere la sceneggiatura principale di Fallout 3, seppure aveva già lavorato in parte a quella di Oblivion. Pagliarulo si occupò di scrivere l'incipit di Fallout 3, poi recitato da Ron Perlman, con cui cercò di ispirarsi a quello del primo Fallout del 1997, che riteneva di importanza essenziale per descrivere la storia che Fallout 3 avrebbe dovuto raccontare. Per riuscire nel rendere questa sceneggiatura efficace Pagliarulo dovette andare in direzione opposta al suo precedente lavoro su Oblivion, che sia per tematiche sia per ambientazione e personaggi rappresentava un estremo inverso di Fallout; a cominciare dall'uso del turpiloquio presente in quest'ultimo: secondo Pagliarulo infatti solo la metà delle "parolacce" che aveva intenzione di inserire in Fallout 3 sono state effettivamente introdotte nella sceneggiatura finale, poiché secondo egli stesso una volgarità esagerata sarebbe stata scadente e la sua sfida era quella di trovare "il tono giusto", ammettendo di essere rimasto abbastanza soddisfatto del lavoro finale.
Per Pagliarulo il modello da seguire rimase sempre il primo Fallout, che per sua ammissione aveva di più il dono della sintesi nei dialoghi scritti, piuttosto di Fallout 2, che possedeva una sceneggiatura più complessa e articolata scritta da Chris Avellone; definito da Pagliarulo stesso «uno scrittore fantastico e agghiacciante». Pagliarulo ha anche ammesso che altri modelli di ispirazione per la sua sceneggiatura in Fallout 3 sono stati Deus Ex di Warren Spector, Ultima Underworld: The Stygian Abyss e Dark Project II: The Metal Age, gioco a cui contribuì personalmente quando era alla Looking Glass.

### Promozione e distribuzione

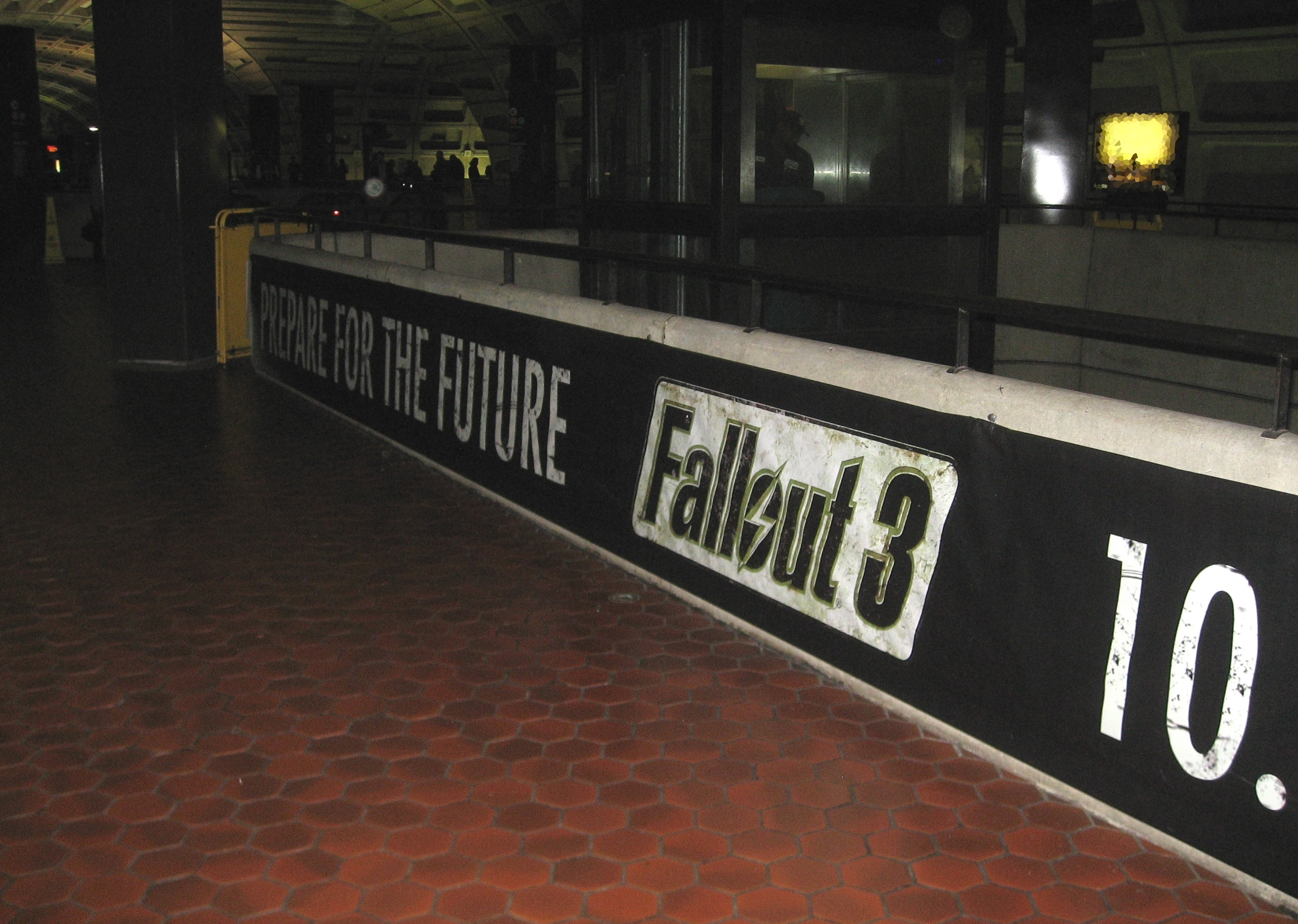
Banner di Fallout 3, che riporta lo slogan «Prepare for the future», al Metro Center della metropolitana di Washington

Il sito web di Fallout 3 venne lanciato nell'aprile 2007 con lo slogan «Prepare for the future»; nello stesso mese Bethesda acquisì interamente tutta la saga di Fallout per 5 750 000 dollari e poco tempo dopo durante l'E3 2007 presentò le prime immagini che mostravano le meccaniche del gioco in azione.
Tuttavia, come ammise lo stesso Hines nel 2007: «Siamo a buon punto nello sviluppo del gioco. La squadra è cresciuta molto, ma ci vorrà ancora un po'. Come per tutti i nostri giochi, specialmente quelli "grossi", non vogliamo parlarne finché non possiamo mostrarveli realmente» e difatti ben più corposa fu invece la presentazione all'E3 2008, dove durante la conferenza Microsoft furono mostrati il video ufficiale di Fallout 3 e alcune demo in tempo reale in occasione della sua uscita fissata per ottobre dello stesso anno.
Il pubblico ebbe modo di provare con mano le stesse demo mostrate all'Electronic Entertainment Expo, ma un mese dopo al Penny Arcade Expo di agosto a Seattle, dove Bethesda mise a disposizione sei padiglioni con banchi per provare Fallout 3. Alla stessa manifestazione il 30 agosto mostrò nuovamente una lunga demo del gioco e più tardi avrebbe proiettato un film classico della fantascienza apocalittica e postapocalittica a scelta tra L'esercito delle 12 scimmie oppure Interceptor - Il guerriero della strada, in base alle preferenze del pubblico.
Due settimane prima del lancio gli sviluppatori discussero e mostrarono il gioco come ospiti al programma televisivo Game Head durante l'episodio 124, sull'emittente televisiva Spike TV, dove parlò delle missioni, dell'esplorazione di Washington e dei finali disponibili. Bethesda decise di ampliare la distribuzione di Fallout 3 due mesi dopo la sua uscita su tutte le piattaforme; mossa destinata a rendere il gioco disponibile anche nei paesi più dislocati dell'Europa orientale e del Medio Oriente. Nel 2015 Fallout 3 è stato reso disponibile su Xbox One tramite download da Xbox Live, come parte dei centoquattro iniziali titoli dedicati alla retrocompatibilità con Xbox 360.

### Colonna sonora e doppiaggio
Per il doppiaggio inglese del gioco sono stati scelti attori di rilievo tra cui Liam Neeson, la voce di James (padre del protagonista), Ron Perlman, voce storica del narratore e Malcolm McDowell nel ruolo della voce del presidente Eden; McDowell ha apprezzato il lavoro con il doppiaggio videoludico, in particolare di Fallout 3, che gli ha dato l'occasione di sperimentare tecniche diverse da quelle del cinema. Inizialmente per doppiare l'antagonista John Henry Eden non fu scelto Malcolm McDowell, ma Bill Clinton; nonostante il rifiuto da parte di quest'ultimo, la scelta non fu casuale, in quanto J.H. Eden è l'immaginario presidente degli Stati Uniti d'America nel 2277, mentre Clinton lo è stato davvero dal 1993 al 2001. Il nome dell'immaginario presidente è basato inoltre su quello del realmente esistito segretario alla Guerra degli Stati Uniti d'America John Henry Eaton. La colonna sonora comprende un totale di 29 brani appositamente concepiti per il gioco ed è stata interamente composta da Inon Zur, già autore di colonne sonore di altri giochi come Syberia II, Crysis, Prince of Persia: I due troni e EverQuest II.
Inon Zur ha dichiarato di non considerarsi il solo e unico responsabile della buona riuscita del suo lavoro musicale su Fallout 3, citando il direttore del gioco Todd Howard e il progettista del suono Mark Lambert per averlo aiutato a gestire il sonoro nell'implementazione del gioco, attribuendosi il proprio merito per solo il 50%. Zur inoltre ha ammesso di aver concepito la colonna sonora basandosi su ciò che il giocatore avrebbe dovuto percepire a livello psicologico, piuttosto che su cosa il giocatore avrebbe dovuto vedere su schermo, ponendo quindi l'ascoltatore musicalmente in vantaggio rispetto all'ambiente in cui si muove. Inoltre ha confermato di aver ispirato la propria composizione su alcuni classici della fantascienza apocalittica e postapocalittica cinematografica degli anni ottanta del XX secolo.
Secondo Zur la composizione della colonna sonora di Fallout 3 lo ha anche portato all'utilizzo di strumentazione piuttosto atipica per un videogioco a tema postapocalittico, come l'armonica a bocca e la pedal steel guitar, cercando di ottenere un blues per ricreare una atmosfera da West. Tranne che per alcune eccezioni, Inon Zur ha comunque ribadito che la colonna sonora del gioco è interamente composta da musica elettronica e strumenti riprodotti con campionatore; ha poi rivelato che alcune tracce audio contengono frammenti della propria voce deliberatamente inserita e nascosta tramite l'uso di un distorsore per camuffarla insieme a tutti gli altri effetti che compongono la colonna sonora.
Oltre alla composizione di Zur sono state inserite in Fallout 3 svariate canzoni che coprono un arco di tempo tra gli anni trenta e gli anni cinquanta del XX secolo, di modo da centrare perfettamente il contesto visivo e sonoro del gioco; degli artisti vi sono alcuni come Cole Porter, The Ink Spots, Roy Brown, Danny Kaye, Billie Holiday e The Andrews Sisters.

### Comparto tecnico
Fallout 3 è stato realizzato con la stessa tecnologia del precedente gioco (Oblivion) di Bethesda Softworks: utilizza infatti il motore fisico Havok, la "Radiant A.I." e il medesimo motore grafico, il Gamebryo 2.6, con tutte le sue particolarità viste in precedenza.
Il comparto in generale è stato rivisto e le differenze tra le versioni su console si sono molto affievolite, rispetto a quelle che erano in Oblivion: la risoluzione nativa del gioco è 720p su entrambe le console; mentre su Xbox 360 con lo stesso motore grafico in Oblivion la risoluzione nativa era stata ridotta a 1024×600 pixel. La versione Xbox 360 vanta inoltre di un MSAA 4×, non presente invece sulla versione PlayStation 3. Inoltre la versione Xbox 360 consente un upscaling a 1080p.
Tuttavia persistevano su Xbox 360 i problemi di texture mapping, già visti anche in Oblivion, ma che sarebbero poi stati risolti con una patch distribuita da Bethesda il 5 marzo 2009.

### Contenuti adulti e censura
Il videogioco è stato censurato in Australia dall'Office of Film and Literature Classification, dove inizialmente però ne era stata vietata la commercializzazione per via delle molte situazioni che spingono il giocatore a fare uso di droga; questo fu dovuto al fatto che l'OFLC non consente una valutazione analoga al PEGI 18+ per i videogiochi che dunque vengono censurati o, se non c'è modo per eliminare il contenuto, ne viene vietata la vendita.
Un'ulteriore censura, operata nel territorio giapponese, ha rimosso dal gioco la missione secondaria Il potere dell'atomo; il cui scopo (che può tuttavia variare in base alle scelte del giocatore) è assecondare i piani del Sig. Burke che ha intenzione di far detonare un ordigno nucleare, presente nella città di Megaton. Tra l'altro l'ordigno inesploso è l'esatta copia della bomba Fat Man, sganciata sulla città di Nagasaki. Sempre nella versione destinata al mercato asiatico è stato cambiato il nome del mini cannone nucleare chiamato Fat Man, un altro riferimento all'ordigno nucleare sganciato sulla città di Nagasaki durante la seconda guerra mondiale; il nuovo nome utilizzato è Nuke Launcher.
La censura apportata in Germania ha eliminato il sangue e la possibilità di mutilare i personaggi, oltre a rimuovere diversi riferimenti alla violenza esplicita, per esempio l'abilità "carneficina" è stata trasformata in "50% di danno aggiuntivo in S.P.A.V."; per altri motivi il gioco è stato bandito in India, a causa della presenza di mucche a due teste affette da malattia acuta da radiazione, chiamate brahamin ("bramini"): tale contenuto è stato definito offensivo nei confronti del culto della vacca sacra e del ruolo religioso induista del brahmano.

## Accoglienza

### Critica
| Testata                             | Versione      | Giudizio |
| ----------------------------------- | ------------- | -------- |
| Metacritic (media al agosto 2021)   | PC            | 91/100   |
| GameRankings (media al agosto 2021) | PC            | 90,85%   |
| 1UP.com                             | PC            | A        |
| Edge                                | PC            | 7/10     |
| Eurogamer                           | PC            | 10/10    |
| Everyeye.it                         | Xbox 360      | 8,5/10   |
| Game Informer                       | PlayStation 3 | 9,5/10   |
| GameSpot                            | Xbox 360      | 9/10     |
| GameSpy                             | PC            | 5/5      |
| IGN                                 | PC            | 9,6/10   |
| Multiplayer.it                      | PC            | 9,5/10   |
| SpazioGames.it                      | PC            | 9,1/10   |
| The Daily Telegraph                 | Xbox 360      | 10/10    |
| Xbox Magazine Ufficiale (UK)        | Xbox 360      | 10/10    |

Fallout 3 è stato acclamato universalmente sia dal pubblico sia dalla critica, ottenendo una media di punteggio pari a 91 su Metacritic e 90 su GameRankings.
Il quotidiano britannico The Daily Telegraph è rimasto particolarmente colpito da Fallout 3, assegnandoli un punteggio perfetto e dichiarando: «Gli effetti sonori d'accompagnamento nei luoghi desertici e la colonna sonora minimalista si combinano per coinvolgere i giocatori con il senso inquietante di avere la morte che sovrasta anche i panorami più sereni». La colonna sonora è stata particolarmente apprezzata anche da IGN, che l'ha definita «fantastica», mentre Kotaku l'ha definita «una colonna sonora piena di epica bontà». Sempre Kotaku, a quasi un decennio di distanza dalla sua pubblicazione, ha ristabilito i tre punti che rendevano Fallout 3 speciale; ovvero la capacità di risultare brillante anche durante le fasi più pacate, l'eccellente componente a mondo aperto sempre ricca di contenuti e l'elevata scelta concessa al giocatore in ogni momento dell'esperienza di gioco. Punto di vista più critico, ma isolato, è stato invece quello di Edge, che ha accusato Fallout 3 di avere una interfaccia di gioco mal concepita, un doppiaggio pessimo e una poco riuscita scrittura dei PNG.
Tim Cain, ex sviluppatore di Interplay Entertainment e direttore di Fallout e Fallout 2, ha completato Fallout 3 in più modi per sperimentarne la varietà, ritenendosi più che soddisfatto del lavoro di Bethesda, seppure ha ammesso che avrebbe personalmente cambiato qualcosa del gioco; ha infatti affermato: «[Fallout 3] mostra la loro profonda conoscenza e comprensione degli aspetti chiave dei giochi originali». Chris Avellone, autore della sceneggiatura di Fallout 2, ha descritto il lavoro di Bethesda con il terzo capitolo, definendolo «[Un gioco con] abbastanza opzioni e strumenti a disposizione per assicurare divertimento, al di là della sfida»; citando come punti di forza l'immersione nel mondo di Fallout, la riuscita raccolta dell'eredità dei due precedenti capitoli e l'appagante componente a mondo aperto, mentre ha criticato la scrittura di alcuni personaggi e alcune scelte di gioco nel bilanciare le abilità del personaggio giocante.

### Vendite
Nel giorno della sua pubblicazione Fallout 3 ha esordito primo in classifica nel Regno Unito, superando del 57% le vendite del precedente titolo di Bethesda, The Elder Scrolls IV: Oblivion. In una settimana dalla sua uscita Fallout 3 ha venduto 4,7 milioni di copie portando incassi per un totale di 300 milioni di dollari. Con un distacco di quasi sette anni, in seguito all'annuncio di Fallout 4 e alla sua presentazione all'Electronic Entertainment Expo 2015, le vendite di Fallout 3 (insieme a quelle di Fallout: New Vegas) sono aumentate fino al 700%.
Nel novembre 2015, secondo una ricerca condotta da "Electronic Entertainment Design and Research", Fallout 3 ha venduto oltre 12 milioni di copie.

## Eredità
(IGN, Top 100 Games of a Generation)
I consensi che Fallout 3 ha raccolto negli anni e l'eredità che si è lasciato dietro sono stati molti: nonostante non fosse uscito quell'anno, Fallout 3 vinse il premio di Ultimate Game of the Year del 2009, assegnatogli dai Golden Joystick Awards, la più antica premiazione videoludica del mondo.
Nel corso del tempo è stato spesso citato come uno dei migliori videogiochi della sua generazione e mai realizzati. IGN ha inserito Fallout 3 al 10º posto nella lista dei 100 migliori videogiochi di ruolo di tutti i tempi, ponendolo davanti anche ad altri capolavori Bethesda (come The Elder Scrolls III: Morrowind e The Elder Scrolls IV: Oblivion) e non-Bethesda (come Diablo, Neverwinter Nights e Baldur's Gate), affermando: «Fallout 3 è l'epitome del videogioco di ruolo moderno e profondo. L'archetipo che molti sviluppatori dovranno seguire negli anni a venire». L'antagonista principale di Fallout 3, John Henry Eden, è stato posizionato al numero 35 della pubblicazione dei 100 migliori cattivi della storia dei videogiochi, elogiato per la sua natura di stravagante intelligenza artificiale e per il modo in cui il giocatore può agire e relazionarsi nei suoi confronti.
L'impatto del gioco lasciato sul pubblico, lo stile retro-futuristico e steampunk, la sua originalità e l'alto tasso di violenza hanno permesso che in poco tempo, tramite le reti sociali come Facebook e soprattutto reddit, diventasse un fenomeno di Internet ad alta diffusione. Inoltre è diventato nel corso degli anni uno dei videogiochi più moddati dagli utenti PC grazie all'espansione G.E.C.K., distribuita proprio da Bethesda Softworks e che ha reso il gioco virtualmente infinito. Alcuni membri della comunità virtuale di Fallout 3 si sono inoltre distinti per aver eseguito speedrun del gioco piuttosto notevoli, tra queste una nel 2015 che vedeva la missione principale completata in quasi diciannove minuti, e un'altra analoga nel 2016, completata in meno di quindici minuti. Fallout 3 ha anche ispirato lo scrittore Tullio Avoledo per creare il "nuovo mondo" del 2028 nel libro L'anno dei dodici inverni. La rivista Play Generation lo classificò come il secondo miglior gioco di ruolo del 2008.
Tuttavia un certo numero di fan di vecchia data della serie non ha gradito la direzione presa da Bethesda Softworks per questo terzo capitolo. Vince D. Weller, uno degli amministratori del sito web "No Mutants Allowed", uno dei siti più vecchi dedicati alla serie, ha criticato la gestione delle meccaniche, dell'ambientazione e della storia di Fallout 3, inferiore se paragonata a quella dei capitoli precedenti. Le critiche si riferiscono anche alla prevalenza di cibo commestibile in un mondo ambientato duecento anni dopo una guerra nucleare, la persistenza di abitazioni costruite in legno, una grande presenza di supermutanti anche quando il personaggio giocante è a un livello basso e il ruolo puramente eroico della Confraternita d'Acciaio. Come in altri casi sono state criticate anche la qualità della sceneggiatura, il livello di credibilità generale, il passaggio da videogioco isometrico a una visuale da sparatutto in prima persona e la reattività del mondo del gioco alle azioni del protagonista. In risposta a queste critiche, Jim Sterling del sito Destructoid, ha definito i membri di siti come No Mutants Allowed egoisti e arroganti, affermando: «Il nuovo pubblico deve avere la possibilità di giocare a Fallout» e che se la serie fosse rimasta identica al primo capitolo non avrebbe potuto continuare. Luke Winkle di Kotaku ha invece mostrato una opinione più moderata, dicendo che si tratta di una questione di proprietà e che nel caso di Fallout 3 gli appassionati dei vecchi capitoli hanno visto la propria serie preferita diventare qualcosa di molto diverso.
Fallout 3 si è trovato anche al centro di una curiosa vicenda che non ha fatto altro che confermare il suo impatto sul pubblico di Internet: la questione della «number station». Secondo tale teoria compiendo determinate azioni nel gioco, fra cui uccidere il personaggio non giocante Tre Cani, è possibile trasformare Galaxy News Radio in una numbers station a onde corte: la voce del doppiatore di Tre Cani enuncerebbe una serie di cifre seguite da una serie di suoni. Secondo alcune interpretazioni i numeri indicherebbero una data militare e i suoni sarebbero un messaggio in codice Morse: si tratterebbe di previsioni che, fra le altre cose, avrebbero rivelato la morte dalla regina d'Inghilterra Elisabetta II il 19 marzo 2014, rivelatasi quel giorno irreale, la vittoria da parte di Britney Spears di un Premio Oscar nel 2026 e presumibilmente la fine del mondo il 6 luglio 2027.

## Espansioni
Bethesda Softworks ha pubblicato cinque successive espansioni per Fallout 3, distribuite a partire da gennaio 2009. Le espansioni sono Operation: Anchorage, The Pitt, Broken Steel, Point Lookout e Mothership Zeta. Nella versione Game of the Year Edition del gioco, pubblicata nel settembre 2009, sono incluse tutte le espansioni.

### Operation: Anchorage

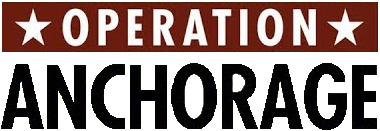
Logo di Operation Anchorage

Pubblicata il 27 gennaio 2009, Operation: Anchorage viene attivata se il protagonista risponde a un messaggio radio dei Rinnegati della Confraternita d'Acciaio; dirigendosi verso la loro base militare il personaggio giocante può partecipare a una simulazione militare al computer, che ricostruisce la guerra svoltasi in Alaska, tra Cina e Stati Uniti nel 2076 e che una volta portata a termine permette di aprire una porta tagliafuoco sigillata nella base dei Rinnegati che cela oggetti tecnologici tra cui armi ed armature esclusive del DLC.

### The Pitt

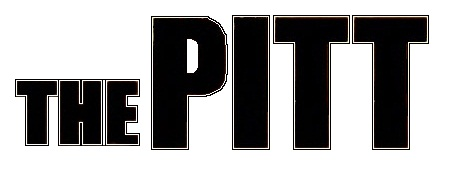
Logo di The Pitt

Pubblicata il 24 marzo 2009, The Pitt porta il protagonista in una mappa nuova ed esplorabile, le rovine della vecchia Pittsburgh. È attivabile ascoltando una richiesta d'aiuto via radio di un uomo chiamato Wernher. Costui chiede l'aiuto del giocatore per liberare il Pitt dagli schiavisti. Il compito del giocatore può variare con le scelte effettuate durante lo svolgimento della trama e sono influenzate dal sistema karma. Vengono aggiunti anche una serie di nuovi oggetti e abilità extra.

### Broken Steel

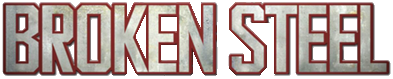
Logo di Broken Steel

Pubblicata il 5 maggio 2009, gli avvenimenti di Broken Steel iniziano due settimane dopo il termine della missione principale, quando il protagonista si risveglia da uno stato di coma. Il giocatore si ritrova nella Cittadella e Lyons l'Anziano lo informa a proposito della nuova missione della Confraternita dell'Acciaio: distruggere completamente le rimanenti basi dell'Enclave, che dopo la caduta di Raven Rock sono disorganizzate e senza un comando centrale. Questa espansione introduce la possibilità di avanzare fino al trentesimo livello con tutto ciò che ne consegue: nuove abilità aggiuntive, ma anche nuovi nemici da fronteggiare. Prima dell'uscita di Broken Steel il gioco terminava con lo svolgimento della missione principale, mentre è ora possibile continuare a esplorare la Zona Contaminata della Capitale anche dopo aver eseguito l'ultima missione.

### Point Lookout

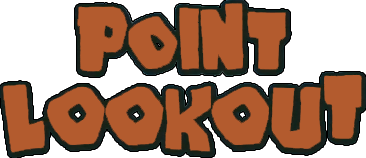
Logo di Point Lookout

Pubblicata il 23 giugno 2009, in questa espansione con il protagonista giunge, tramite un viaggio in barca, nelle paludi di Point Lookout, area situata nella contea di Saint Mary in Maryland, sulla foce del fiume Potomac, dove si trovano nuovi personaggi con cui interagire, oltre a nuovi oggetti e nemici da combattere.

### Mothership Zeta

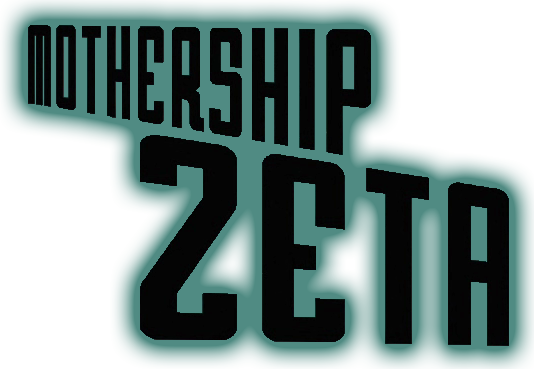
Logo di Mothership Zeta

Pubblicata il 3 agosto 2009, questa espansione si svolge a bordo di una astronave aliena, a cui il protagonista ha accesso tramite un raggio traente, visitando uno UFO crash a nord di Washington dopo aver seguito un misterioso segnale radio. Il protagonista deve trovare il modo di scappare dalla nave e tornare sulla Terra con l'aiuto di nuovi personaggi e nuove armi.